# Женцин
Женцин (пол. Żencin) — село в Польщі, у гміні Кодромб Радомщанського повіту Лодзинського воєводства.
Населення — 192 особи (2011).
У 1975-1998 роках село належало до Пйотрковського воєводства.

## Демографія
Демографічна структура станом на 31 березня 2011 року:
|          | Загалом | Допрацездатний вік | Працездатний вік | Постпрацездатний вік |
| -------- | ------- | ------------------ | ---------------- | -------------------- |
| Чоловіки | 91      | 18                 | 59               | 14                   |
| Жінки    | 101     | 19                 | 50               | 32                   |
| Разом    | 192     | 37                 | 109              | 46                   |